# 1939年の相撲
1939年の相撲（1939ねんのすもう）は、1939年の相撲関係のできごとについて述べる。
1938年-1939年-1940年

## できごと
- 1月、横綱・双葉山の連勝記録が69で止まる。
- 5月、横綱・武藏山引退。大関・鏡岩引退。

## 本場所
- 1月場所
  - 幕内最高優勝：出羽湊利吉（出羽海部屋）  - 13戦全勝（初優勝）[1]
- 5月場所
  - 幕内最高優勝：双葉山定次（立浪部屋） - 15戦全勝（2場所ぶり6回目）[1]

## 誕生
- 1月20日 - 響矢影男（最高位：十両10枚目、所属：高砂部屋）
- 2月2日 - 黒獅子勇蔵（最高位：前頭12枚目、所属：二所ノ関部屋）[2]
- 2月7日 - 若鳴門清海（最高位：前頭6枚目、所属：春日野部屋、+ 2011年【平成23年】）[3]
- 2月9日 - 前田川克郎（最高位：関脇、所属：高砂部屋、+ 1998年【平成10年】）[4]
- 3月4日 - 英錦匡男（最高位：十両18枚目、所属：荒磯部屋→伊勢ヶ濱部屋）
- 3月16日 - 若秩父高明（最高位：関脇、所属：花籠部屋、+ 2014年【平成26年】）[5]
- 3月28日 - 豊ノ海義美（最高位：前頭18枚目、所属：時津風部屋）[6]
- 8月28日 - 開隆山勘之亟（最高位：関脇、所属：荒磯部屋→伊勢ヶ濱部屋、+ 1986年【昭和61年】）[7]
- 10月7日 - 信山信幸（最高位：十両18枚目、所属：荒磯部屋→伊勢ヶ濱部屋）
- 12月3日 - 宇多川勝太郎（最高位：前頭3枚目、所属：高嶋部屋→吉葉山道場→宮城野部屋、+ 1989年【平成元年】）[8]

## 死去
- 1月16日 - 鶴ヶ濱増太郎（最高位：小結、所属：中立部屋→荒磯部屋、年寄：玉垣、* 1893年【明治25年】）[9]
- 2月6日 - 鶴ヶ濱熊吉（最高位：前頭3枚目、所属：八角部屋→中立部屋→八角部屋、* 1870年【明治3年】）
- 10月22日 - 逆鉾与治郎（最高位：関脇、所属：高砂部屋→井筒部屋、* 1871年【明治4年】）
- 10月31日 - 鞍ヶ嶽楯右エ門（最高位：前頭筆頭、所属：友綱部屋→東関部屋→高砂部屋、* 1898年【明治31年】）[9]
- 11月25日 - 朝日枩清治郎（最高位：前頭筆頭格付出（大阪大関）、所属：井筒部屋、* 1884年【明治17年】）[10]